# Edificio Santa María Micaela
El edificio Santa María Micaela se encuentra situado en la calle Santa María Micaela número 18 de la ciudad de Valencia, (España). 

## Edificio
Se trata de un edificio residencial cuyo proyecto se inició en 1958 y fue construido en 1961 por el arquitecto Santiago Artal Ríos. Se enmarca en el Plan de Mutualidades Laborales desarrollado durante el franquismo, de cuya magnitud y brevísimo plazo de ejecución ya alardeó la propia propaganda del régimen.